# Voice over Frame Relay
Voice over Frame Relay je protokol pro přenos hlasu sítěmi Frame Relay. VoFR používá dva dílčí protokoly, FRF.11 a FRF.12. FRF.11 definuje formát VoFR rámců; FRF.12 se používá pro fragmentaci paketů a skládání segmentů.